# نیتروژن- تهی‌جایی مرکزی
یک نیتروژن- تهی جایی مرکزی (N-V مرکزی یا NV مرکزی) (به انگلیسی:Nitrogen-vacancy center) یکی از بیشمار انواع نقص‌ها در  الماس است. بیشترین خاصیت مورد بررسی و مفید آن، خاصیت نورتابناکی است، که می‌توان آن را به راحتی از یک NV مرکزی منفرد، به ویژه در حالت بار منفی (-N-V) حاصل کرد. اسپین الکترون در NV مراکزی، در مقیاس اتمی، با استفاده از یک میدان مغناطیسی، میدان الکتریکی، تابش مایکروویو یا نور یا به صورت ترکیبی، در دمای اتاق قابل دستکاری است، و در نتیجه باعث تشدید در شدت و طول موج نور نور تابناکی می‌شود. این تشدیدها را می‌توان از نظر پدیده‌های مربوط به گشتاور مغناطیسی الکترون (اسپین الکترون) توضیح داد که به پدیده‌هایی مانند درهم تنیدگی کوانتومی، برهم کنش چرخش مداری و نوسانات رابی مربوط می‌شود و با استفاده از تئوری نورشناسی کوانتومی پیشرفته تجزیه و تحلیل می‌شود. یک NV مرکزی منفرد را می‌توان به عنوان واحد اصلی یک کامپیوتر کوانتومی مورد استفاده قرار داد و کاربردهای بالقوه ای در زمینه‌های جدید و کارآمدتری از الکترونیک و علوم محاسباتی شامل رمزنگاری کوانتومی، اسپینترونیک و میزها دارد.

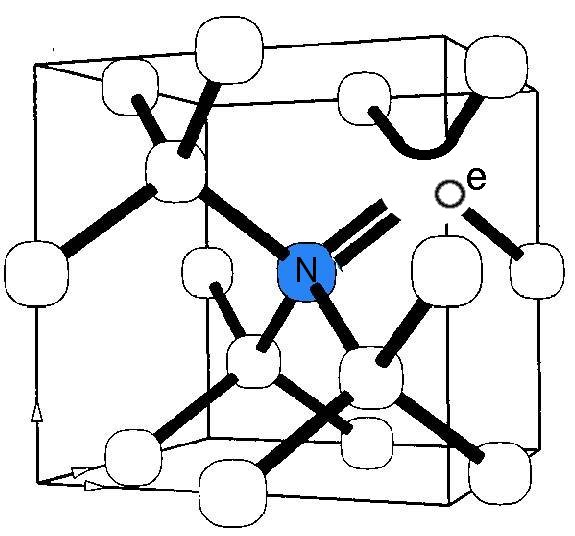
ساختار اتمی ^{-}NV مرکزی ساده
به جایگیری اتم نیتروژن بین ساختار کریستال توجه کنید

## ساختار
نیتروژن-تهی جایی مرکزی یک نقص نقطه ای در شبکه الماس است که از یک جفت کنار هم شامل یک اتم نیتروژن و جای خالی یک اتم کربن (حاصل از تهی حایی) در میان دیگر اتم‌های کریستال تشکیل می‌شود (به شکل توجه کنید).